# Omar Sy
Omar Sy, född 20 januari 1978 i Trappes i Yvelines, är en fransk skådespelare.
Sy slog igenom med huvudrollen Driss i En oväntad vänskap (2011). Rollen gav honom en César du cinéma i kategorin Bästa manliga huvudroll. Hans karriär inleddes år 2000 och han har sedan dess bland annat setts i Jean-Pierre Jeunets film Micmacs (2009). 2013 hade han en av huvudrollerna i Michel Gondrys film L'écume des jours.
Sys far är från Senegal och hans mor från Mauretanien.

## Filmografi (i urval)
- 2009 – Micmacs
- 2009 – Arthur och Maltazard
- 2011 – Les Tuche
- 2011 – En oväntad vänskap
- 2012 – The Dream Team
- 2013 – Dagarnas skum
- 2014 – Good People
- 2014 – X-Men: Days of Future Past
- 2014 – Samba
- 2014 – Milo – Månvaktaren
- 2015 – Jurassic World
- 2015 – Bränd
- 2016 – Chocolat
- 2016 – Inferno
- 2017 – Transformers: The Last Knight
- 2019 – Vargens sång
- 2020 – The Call of the Wild – Skriet från vildmarken
- 2021 – Lupin (TV-serie)